# Chu Tự Di
Chu Tự Di (1928–2010) là một sĩ quan cấp cao trong Quân đội nhân dân Việt Nam, hàm Trung tướng, nguyên Chánh Văn phòng Tổng cục Chính trị.

## Thân thế và sự nghiệp
- Quê quán: xã Văn Nhuệ, huyện Ân Thi, tỉnh Hưng Yên

## Khen thưởng
- Huân chương Độc lập hạng Ba,
- Huân chương Quân công hạng Nhì,
- Huân chương Chiến công hạng ba,
- Huân chương Kháng chiến chống Mỹ cứu nước hạng Nhất,
- Huân chương Chiến thắng hạng Nhì,
- Huân chương Chiến sĩ vẻ vang (hạng Nhất, Nhì, Ba),
- Huy chương Quân kỳ Quyết thắng,
- Huy hiệu 60 năm tuổi Đảng.

## Gia đình
- Con trai: Đại tá Chu Minh Trí, Phó Cục trưởng Cục Xe – Máy, Tổng cục Kỹ thuật.